# Erin Brockovich (film)
Erin Brockovich este un film dramatic american lansat în anul 2000, regizat de Steven Soderbergh, bazat pe povestea reală a personajului feminin Erin Brockovich - interpretată de Julia Roberts, premiată cu Oscar pentru acest rol. În alte roluri, Aaron Eckhart și Albert Finney.
Erin Brockovich (Julia Roberts) se află într-o situație dificilă după un accident de mașină, iar avocatul ei, Ed Masry (Albert Finney), nu reușește să-i obțină o înțelegere. Fără bani, fără o slujbă și fără nicio perspectivă, Erin îl imploră pe Ed să o angajeze la firma lui de avocatură. Acolo descoperă o afacere de mușamalizare a unui caz privind contaminarea apei dintr-o localitate ce a cauzat boli grave în rândul oamenilor. Insistența ei și interesul său față de viața lor îi determină pe localnici să o asculte, să aibă încredere în ea și astfel Erin reușește să strângă peste 600 de reclamații. Erin și Ed câștigă cea mai mare sumă plătită în urma unei înțelegeri directe din întreaga istorie a Statelor Unite ale Americii.
Pelicula a obținut încă alte 4 nominalizări la Oscar (pentru Cel mai bun film, Cel mai bun regizor, Cel mai bun actor în rol secundar, respectiv pentru Cel mai bun scenariu original), plus 4 nominalizări la Premiile Globul de Aur (la categoriile Globul de Aur pentru cel mai bun film (dramă), pentru Cea mai bună actriță (dramă), pentru Cel mai bun regizor, respectiv pentru Cel mai bun actor în rolul secundar), obținând o statuetă pentru Julia Roberts.

## Rezumat
Într-o lume în care eroii sunt adesea într-un număr foarte mic, povestea lui Erin Brockovich ne aduce aminte de puterea spiritului uman. Pasiunea, tenacitatea și dorința ei neclintită de a lupta pentru drepturile concetățenilor săi au sfidat șansele... victoria ei fiind mult mai plăcută datorită faptului că, în timp ce îi ajută pe ceilalți ea simțea că se ajuta pe sine.
Erin Brockovich este o dramă emoționantă și neconvențională bazata pe fapte reale, in care Julia Roberts, interpretează personajul principal - o mama cu trei copii mici, divorțată de două ori, care observă o nedreptate, îl înfruntă pe tipul cel rău și învinge.
Fără bani, slujbă și perspective la orizont, Erin Brockovich (Julia Roberts) este o femeie aflată într-o situație limită. Ca urmare a unui accident de mașină, în care Erin nu a fost vinovată, ea se trezește într-o postură și mai delicat atunci când avocatul său eșuează în tentativa de a stabili o înțelegere.
Fără a avea unde să se ducă, Erin îl roagă pe avocatul său, Ed Masry (Albert Finney), să o angajeze la firma lui de avocatură. Acolo, în timp ce lucrează, Erin descoperă din întâmplare câteva dosare medicale plasate în niște fișiere funciare. Confuză, ea începe să se întrebe ce legătură este între ele. Ea îl convinge pe Ed să îi permită să facă o investigație, în urma căreia descoperă o afacere de mușamalizare a unui caz privind contaminarea apei dintr-o mică localitate, ce a cauzat boli grave în rândul populației.
Cu toate că cetățenii acelei așezări inițial nu doresc să fie implicați, insistența lui Erin și interesul pe care și-l asumă față de viețile acestor oameni îi face pe aceștia să o asculte. Având un spirit incendiar, Erin este una dintre ei, și prin abilitatea de a-și comunica intențiile pe înțelesul lor îi atrage de partea sa și le câștigă în cele din urmă încrederea. Cel care o ajută este vecinul său George (Aaron Eckhart), un pasionat de motociclete Harley Davidson a cărui prietenie și sprijin îi permit ei să câștige timp pentru cercetarea acestui caz. Mergând din ușă în ușă, ea adună peste șase sute de reclamații, și împreună cu Ed reușește să câștige cea mai mare sumă plătită în urma unei înțelegeri directe, supravegheată de poliție, din întreaga istorie a S.U.A.: 333 milioane de dolari. Triumfând în fața unor obstacole greu de trecut, ea a fost capabilă să-și demonstreze tăria de caracter și să reînceapă o nouă viață.

## Distribuție
- Julia Roberts - Erin Pattee/Brockovich
- Albert Finney - Edward L. Masry
- Aaron Eckhart - George
- Marg Helgenberger - Donna Jensen
- Tracey Walter - Charles Embry
- Peter Coyote - Kurt Potter
- Cherry Jones - Pamela Duncan
- Conchata Ferrell - Brenda
- Adilah Barnes - Anna
- Scarlett Pomers - Shanna Jensen
- Michael Harney - Pete Jensen
- Erin Brockovich - Julia